# السراب (مسلسل)
السراب هو مسلسل سوري اجتماعي تدور قصته حول ثلاث طبقات من المجتمع وهي الطبقة الراقية والوسطي والمتدنية. العمل من إخراج مروان بركات وتأليف حسن سامي يوسف ونجيب نصير. من أبطال المسلسل بسام كوسا، سلافة معمار، نسرين طافش، قيس شيخ نجيب، آمال سعد الدين، سوسن أرشيد. المسلسل انتج وأذيع على التلفاز عام 2011 م.